# Christopher Pincher

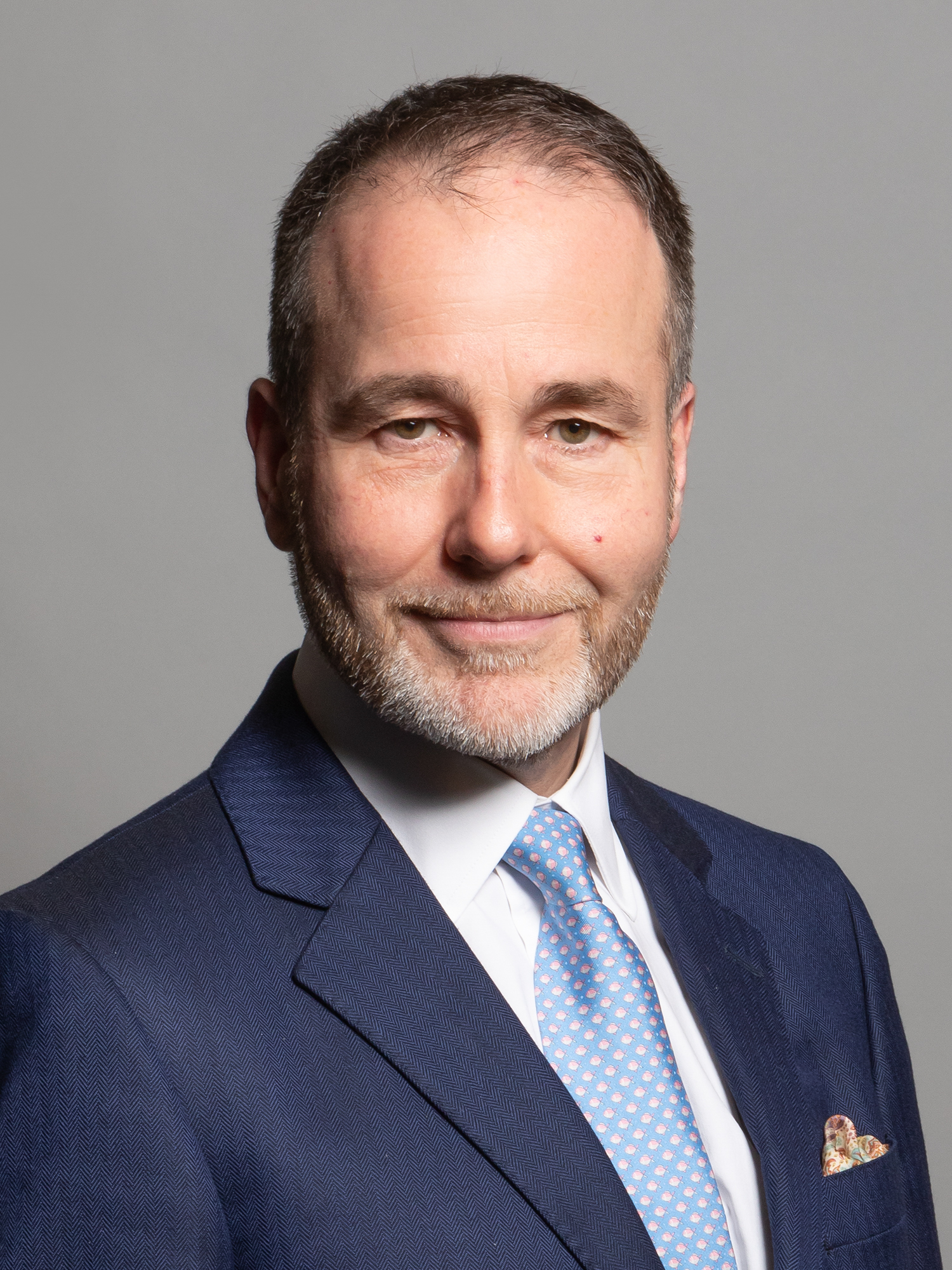
Christopher Pincher (offizielles Parlamentsfoto)

Christopher Pincher (* 24. September 1969 in Walsall, West Midlands, Vereinigtes Königreich) ist ein britischer Politiker.

## Biografie
Pincher wurde in der Stadt Walsall geboren und wuchs in Wombourne nahe Wolverhampton auf. Er wurde 1987 Mitglied der Konservativen Partei und trat bei den Unterhauswahlen 1997 im Wahlkreis Warley sowie 2005 im Wahlkreis Tamworth erfolglos als Kandidat der Konservativen an. Bei der Unterhauswahl 2010 und auch den folgenden beiden Wahlen 2015 und 2019 gewann er den Wahlkreis Tamworth und war anschließend als Abgeordneter in verschiedenen Parlamentsausschüssen tätig (für Energie und Klimawandel 2010 bis 2015, für den Militäretat ab 2011, für Geschäftsordnungsfragen des Oberhauses ab 2011, Auswahlkomitee 2017 und 2022, für Reform von Rechtsvorschriften 2015 bis 2017, für Bausicherheit ab 2021).
Vom 17. Juli 2016 bis zum 15. Juni 2017 war Pincher assistierender Whip der konservativen Regierung unter Theresa May, von Juni 2017 bis November 2017 Comptroller of the Household (ebenfalls eine Art Whip der Regierung) und vom 9. Januar 2018 bis zum 25. Juli 2019 stellvertretender Chief Whip als Treasurer of the Household.
Unter Premierminister Boris Johnson amtierte er vom 25. Juli 2019 bis zum 13. Februar 2020 als Staatssekretär (Minister of State) im Außenministerium und vom 13. Februar 2020 bis zum 19. September 2021 als Staatssekretär im Ministerium für Wohnungswesen, Kommunen und Kommunalverwaltung. Am 8. Februar 2022 ernannte ihn Johnson zum Treasurer of the Household (stellvertretender Chief Whip).

## Vorwürfe sexueller Belästigung
Im November 2017 trat Pincher von seinem damaligen Amt als Comptroller of the Household zurück, nachdem ihm ein konservativer Parteikollege vorgeworfen hatte, ihn in seiner Wohnung sexuell bedrängt zu haben. Pincher wies die Vorwürfe als unzutreffend zurück und ein Untersuchungskomitee der Konservativen Partei sprach ihn von den Vorwürfen frei. Am 30. Juni 2022 trat Pincher von seinem Amt als Treasurer of the Household zurück, nachdem er in betrunkenem Zustand bei einer privaten Feier im Carlton Club nach Aussagen mehrerer Zeugen zwei Männer in sexueller Absicht begrabscht hatte. Am 1. Juli 2022 wurde er deswegen aus der konservativen Parlamentsfraktion ausgeschlossen. Pincher entschuldigte sich öffentlich. Er habe „bei weitem zu viel getrunken“ und „sich selbst und andere in eine peinliche Situation gebracht“. Kurz nach dem Ereignis wurden weitere Vorwürfe sexueller Belästigung aus den vergangenen Jahren gegen Pincher laut. Die ganze Affäre weitete sich vor dem Hintergrund einer verbreiteten Unzufriedenheit mit dem Führungsstil des Premierministers zu einer allgemeinen Regierungskrise aus. Am 5. Juli 2022 traten mehrere Regierungsangehörige zurück, darunter als prominenteste der Gesundheitsminister Sajid Javid und der Schatzkanzler Rishi Sunak, die beide in ihren Rücktrittsschreiben offen Johnsons Führungsstil kritisierten und ihn zum Rücktritt aufforderten.